# Moritzkapelle (Marktbreit)

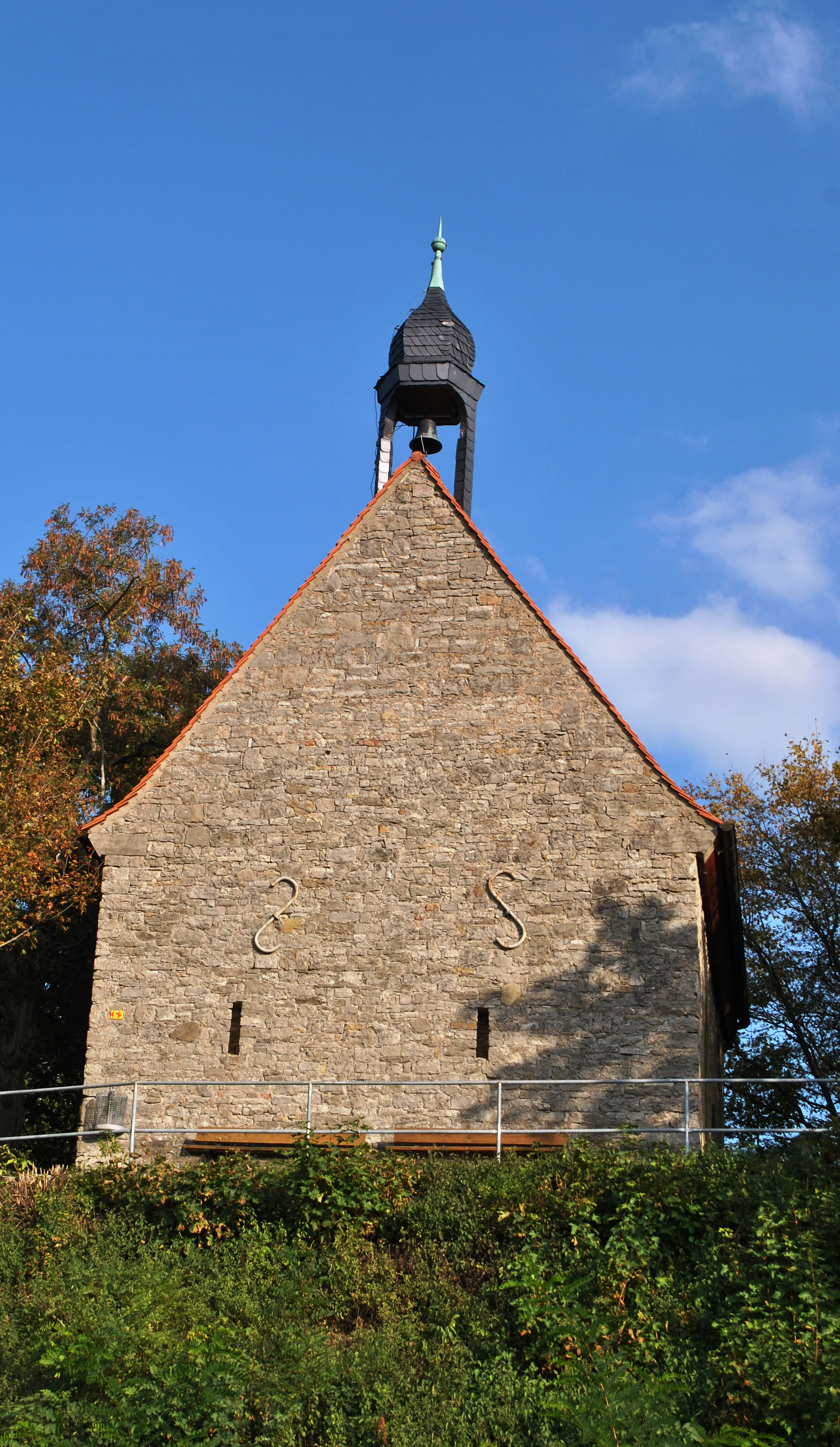
Moritzkapelle Marktbreit

Die Moritzkapelle (im Volksmund Kappel) im unterfränkischen Marktbreit ist eine ehemalige Wallfahrtskirche am Rande der Altbebauung. Heute ist die Kapelle die Gedächtniskapelle für die Gefallenen des Landkreises Kitzingen. Sie ist heute Teil des Evangelisch-Lutherischen Dekanats Kitzingen.

## Geschichte
Die Geschichte der Moritzkapelle beginnt bereits im frühen 14. Jahrhundert. Damals, 1324, wurde erstmals eine Kapelle auf dem Berg erwähnt, auf dem sich zu vorchristlicher Zeit das römische Legionslager befunden hatte. Die „capella site in monte Gagebhartensberg“ (lat. Kapelle, auf dem Gagebhartensberg gelegen) war Teil der Befestigungen auf dem Berg. Der damalige Standort ist allerdings ungeklärt.
Eine weitere Erwähnung erfuhr die Kapelle im Jahr 1504. Zu diesem Zeitpunkt waren zwei Gotteshäuser auf dem Berg errichtet worden. Die „zwu Kapellen uff Sant Moritz“ waren an zwei unterschiedlichen Standorten angesiedelt. Zur Zeit der Reformation begann der Niedergang der Kapellen. Zuvor war die Moritzkapelle Ausgangspunkt für eine Wallfahrt der Marktbreiter gewesen, nun, im 16. Jahrhundert, erlosch dieser Pilgerzug.
Nach und nach verfiel die ungenutzte Kapelle. Erst im 20. Jahrhundert nahm man sich ihrer wieder an. In den Jahren 1936 und 1937 wurde sie zu einer Kriegergedächtniskapelle für den Landkreis umgebaut. Seitdem werden hier an jedem Volkstrauertag Kränze für die Gefallenen der beiden Weltkriege niedergelegt. Das Bayerische Landesamt für Denkmalpflege ordnet die Kapelle als Baudenkmal ein. Untertägige Reste von Vorgängerbauten sind als Bodendenkmal geführt.

## Architektur
Die Kirche präsentiert sich als kleiner gotischer Saalbau. Sie ist geostet und schließt mit einem Fünfachtelschluss ab. Auf der Westseite wurde ein Dachreiter aufgesetzt, in dem eine kleine Glocke aufgehängt wurde. Die Kapelle schließt mit einem Satteldach ab. Das Portal ist an der Südseite angebracht, es wurde als Spitzbogenportal gearbeitet. Mehrere Ochsenaugen und Spitzbogenfenster durchfenstern den Bau.